# غنيمون عملاق
جنتوم عملاق (الاسم العلمي:Gnetum giganteum) هو نوع من النباتات يتبع جنس الجنتوم من الفصيلة الجنتوية.